# Ropica honesta
Ropica honesta là một loài bọ cánh cứng trong họ Cerambycidae.